# Robert Flickinger
Robert A. Flickinger (* 21. November 1971 in Los Angeles) ist ein ehemaliger britisch-US-amerikanischer Footballspieler.

## Leben
Flickinger spielte American Football am Georgetown College im US-Bundesstaat Kentucky. 1995 stand der 1,93 Meter messende Verteidigungsspieler bei den London Monarchs in der World League of American Football unter Vertrag und zunächst von 1996 bis 1998 bei den Scottish Claymores in derselben Liga, die in die NFL Europe überging. Von 2001 bis 2004 gehörte er wiederum den Claymores an. 1996 gewann er mit der Mannschaft den World Bowl.
Da die Liga sowie die Football-Bundesliga in Deutschland ihren Spielbetrieb nicht gleichzeitig abhielten, war Flickinger in der Lage, ab 1997 auch für die Braunschweig Lions zu spielen. Er blieb durchgängig bis 2006 Spieler der Niedersachsen, mit denen er fünf deutsche Meistertitel (1997, 1998, 1999, 2005, 2006) sowie 1999 und 2003 den Eurobowl gewann.
Im Jahr 1999 stand Flickinger im US-Bundesstaat Texas zeitweilig bei der Mannschaft Houston Outlaws in der Regional Football League unter Vertrag. 2004 nahm er an der Vorbereitung der NFL-Mannschaft Kansas City Chiefs teil, wurde aber Anfang September 2004 aus dem Aufgebot gestrichen.
Nach dem Ende seiner Footballlaufbahn arbeitete Flickinger von 2007 bis 2009 für ein EDV-Unternehmen in Hamburg und war bei diesem für internationale Beziehungen zuständig. In den Jahren 2009 und 2010 baute er eine Zweigstelle des Betriebs auf Malta auf, ehe er in die Vereinigten Staaten zurückging und in Kalifornien im Bereich digitale Medien und Unterhaltung tätig wurde.